# Willi Kuhle
Willi Karl Hermann Kuhle (* 14. Juli 1906 in Berlin; † 1. Februar 1989) war ein deutscher Kameramann.

## Leben und Wirken
Kuhle war der Sohn eines aus dem Spreewald stammenden Maurers. Zur Zeit seiner Heirat 1933 gibt er seinen Beruf als „Tongehilfe“ an. Er war viele Jahre lang bei der Produktionsfirma Terra als Kameraassistent (z. B. 1939 bei Brand im Ozean) tätig, ehe er Anfang August 1942 für dieselbe Gesellschaft bei der Geigenbauer-Geschichte Der ewige Klang erstmals zum Chefkameramann bestellt wurde. Kuhle blieb noch bis Kriegsende in seinem Beruf weiterhin tätig, hatte aber anschließend beträchtliche Probleme Anschlussaufträge zu ergattern. Zu Beginn der 1950er Jahre noch von der DEFA für drei Inszenierungen verpflichtet, wechselte Willi Kuhle anschließend zum bundesdeutschen Film, für den er 1954 einige Märchenadaptionen fotografieren durfte.
Nach weiteren Verpflichtungen als einfacher Kameramann beim Unterhaltungsfilm (wie bei dem Klassiker-Remake Die Drei von der Tankstelle, der Dschungelgeschichte Liane, das Mädchen aus dem Urwald und der Militärklamotte Piefke, der Schrecken der Kompanie) wechselte Willi Kuhle in den 1960er Jahren zum bundesdeutschen Fernsehen, wo er weitere Märchenfilme (etwa Die Schneekönigin), aber auch ambitionierte Adaptionen klassischer Literatur (Therese Raquin, Der Revisor, Stella) kameratechnisch gestaltete. Nach Hans Lietzaus SFB-Inszenierung Flint mit Martin Held in der Titelrolle verliert sich 1972 Kuhles Spur, da er nur noch freiberuflich arbeitete.

## Filmografie
als Chefkameramann
- 1942: Der ewige Klang
- 1943: Geliebter Schatz
- 1943: Meine vier Jungens
- 1943/52: Moselfahrt mit Monika
- 1945: Der Fall Molander
- 1951: Zugverkehr unregelmäßig
- 1952: Sein großer Sieg
- 1952: Kein Hüsung
- 1954: König Drosselbart
- 1954: Zehn kleine Negerlein
- 1954: Der Froschkönig
- 1959: Neckereien
- 1959: Im Stillstand
- 1960: Appassionata
- 1962: Tilla Durieux
- 1962: Nur Fleisch
- 1963: In der Strafkolonie
- 1966: Therese Raquin
- 1967: Stella
- 1967: Der Revisor
- 1968: Die Klasse
- 1969: Die Gartenlaube
- 1971: Der trojanische Sessel
- 1972: Flint